# Seznam nemških astronomov
Seznam nemških astronomov.

## A
- Eva Ahnert-Rohlfs (1912 – 1954)
- Paul Oswald Ahnert (1897 – 1989)
- Carl Theodor Albrecht (1843 – 1915)
- Peter Apian (1495 – 1557)
- Friedrich Wilhelm August Argelander (1799 – 1875)
- Heinrich Louis d'Arrest (1822 – 1875)
- Arthur Georg Friedrich Julius von Auwers (1838 – 1915)

## B
- Walter Baade (1893 – 1960)
- Leo Anton Karl de Ball (1853 – 1916)
- Bodo Baschek (1935 – 2022)
- Johann Bayer (1572 – 1625)
- Wilhelm Wolff Beer (1797 – 1850)
- Martin Behaim (1459 – 1507)
- Friedrich Wilhelm Bessel (1784 – 1846)
- Ernst Becker (1843 – 1912)
- Ludwig Franz Benedict Biermann (1907 – 1986)
- Johann Elert Bode (1747 – 1826)
- Alfred Bohrmann (1904 – 2000)
- Freimut Börngen (1930 – 2021)

## C
- Ernst Florens Friedrich Chladni (1756 – 1827)
- Christopher Clavius (1538 – 1612)

## E
- Johann Franz Encke (1791 – 1865)

## F
- Heino Falcke (1966 –)
- Philipp Johann Heinrich Fauth (1867 – 1941)
- Wilhelm Julius Foerster (1832 – 1921)

## G
- Johann Gottfried Galle (1812 – 1910)
- Carl Friedrich Gauss (1777 – 1855)
- Johannes Geiss (1926 – 2020) (nemško-ameriško-švicarski)
- Wilhelm Gliese (1915 – 1993)
- Carl Wolfgang Benjamin Goldschmidt (1807 – 1851)
- Hermann Mayer Salomon Goldschmidt (1802 – 1866)
- Eugen Goldstein
- Fritz Goos (1883 – 1968)
- Walter Grotrian (1890 – 1954)
- Paul Guthnick (1879 – 1947)

## H
- Friedrich von Hahn (1742 – 1805)
- Peter Andreas Hansen (1795 – 1874)
- Karl Ludwig Harding (1765 – 1834)
- Johann Matthias Hase (1684 – 1742)
- Günther Gustav Hasinger (1954 – )
- Otto Hermann Leopold Heckmann (1901 – 1983)
- Karl Ludwig Hencke (1793 – 1866)
- Caroline Lucretia Herschel (1750 – 1848)
- William Herschel (1738 – 1822)
- Johannes Hevel (1611 – 1687)
- Cuno Hoffmeister (1892 – 1968)
- Johann Hommel (1518 – 1562)

## I
- Johann Abraham Ihle (1627 – 1699)

## K
- Johannes Kepler (1571 – 1630)
- Gottfried Kirch (1669 – 1710)
- Ernst Friedrich Wilhelm Klinkerfues (1827 – 1884)
- Ernst Arnold Kohlschütter (1883 – 1969)
- Heinrich Carl Friedrich Kreutz (1854 – 1907)
- Nikolaus von Kues (1401 – 1464)
- Friedrich Karl Küstner (1856 – 1936)

## L
- Armin Otto Leuschner (1868 – 1953)
- Bernhard von Lindenau (1780 – 1854)
- Reimar Lüst (1923 – 2020) (astrofizik)
- Karl Theodor Robert Luther (1822 – 1900)

## M
- Johann Heinrich Mädler (1794 – 1874)
- Michael Maestlin (1550 – 1631)
- Simon Marij (1573 – 1624)
- Albert Marth (1828 – 1897)
- Tobias Mayer (1723 – 1762)
- Philipp Melanchthon (1497 – 1560)
- Nicholas Mercator (1620 – 1687)
- Albert A. Michelson (ameriško-nem.)
- Jakob Milich (1501 – 1559)
- Rudolph Minkowski (1895 – 1976)
- August Ferdinand Möbius (1790 – 1868)

## N
- Valentin Naboth (1523 – 1593)
- Jordan Nemorarij (~1170 – 1237)

## O
- Heinrich Wilhelm Mathias Olbers (1758 – 1840)

## P
- Carl Friedrich Wilhelm Peters (1849 – 1894)
- Christian August Friedrich Peters (1806 – 1880)
- Christian Heinrich Friedrich Peters (1813 – 1890)
- Johann Wilhelm Andreas Pfaff (1774 – 1835)
- Karl Rudolph Powalky (1817 – 1881)
- Johannes Praetorius (Johann Richter) (1537 – 1616)
- Richard Prager (1883 – 1945)

## R
- Karl-Heinz Rädler (1935 – 2020)
- Regiomontan (Johannes Müller) (1436 – 1476)
- Erasmus Reinhold (1511 – 1553)
- Karl Wilhelm Reinmuth (1892 – 1979)
- Johann Georg Repsold (1770 – 1830)
- Georg Joachim Lauchen von Retij (1514 – 1574)
- Otto August Rosenberger (1800 – 1890)
- Johann Leonhard Rost (1688 – 1727)

## S
- Christoph Scheiner (1575 – 1650)
- Heinrich Ferdinand Scherk (1798 – 1885)
- Bernhard Voldemar Schmidt (1879 – 1935)
- Johann Friedrich Julius Schmidt (1825 – 1884)
- Julius Scheiner (1858 – 1913)
- Johannes Schöner (1477 – 1547)
- Johann Hieronymus Schröter (1746 – 1816)
- Heinrich Christian Schumacher (1780 – 1850)
- Hans-Emil Schuster (1934 – 2024)
- Samuel Heinrich Schwabe (1789 – 1875)
- Karl Schwarzschild (1873 – 1916)
- Martin Schwarzschild (1912 – 1997)
- Friedrich Karl Arnold Schwassmann (1870 – 1964)
- Hugo von Seeliger (1849 – 1924)
- Johann Georg von Soldner (1776 – 1833)
- Friedrich Wilhelm Gustav Spörer (1822 – 1895)
- Anton Staus (1872 – 1955)
- Matthias Steinmetz (1966 –)
- Johannes Stöffler (1452 – 1531)
- Friedrich Georg Wilhelm von Struve (1793 – 1864)
- Karl Hermann Struve (1854 – 1920)

## T
- Gustav Andreas Tammann (1932 – 2019)
- Georg Tannstetter (1482 – 1535)
- Ernst Wilhelm Leberecht Tempel (1821 – 1889)
- Johann Daniel Titius (1729 – 1796)

## U
- Albrecht Otto Johannes Unsöld (1905 – 1995)

## V
- Hermann Carl Vogel (1841 – 1907)
- Johann Henrich Voigt (1613 – 1691)

## W
- Arthur Arno Wachmann (1902 – 1990)
- Alfred Lothar Wegener (1880 – 1930) (1863 – 1932)?
- (Ladislaus Weinek 1848 – 1913)
- Johannes Wilsing (1856 – 1943)
- Friedrich August Theodor Winnecke (1835 – 1897)
- Carl Wilhelm Wirtz (1876 – 1939)
- Paul Wittich (1546 – 1586)
- Max Franz Joseph Cornelius Wolf (1863 – 1932)
- Wilhelm Wolff Beer (1797 – 1850)
- Johann Philipp von Wurzelbauer (1651 – 1725)

## Z
- Franz Xaver von Zach (1754 – 1832)
- Julius August Christoph Zech (1821 – 1864)
- Johann Karl Friedrich Zöllner (1834 – 1882)